# Aphthona atrovirens
Aphthona atrovirens es una especie de  coleóptero de la familia Chrysomelidae. Fue descrita científicamente por primera vez en 1849 por Förster.